# Las Lagunas, Veracruz
Las Lagunas är en ort i Mexiko.   Den ligger i kommunen Acayucan och delstaten Veracruz, i den sydöstra delen av landet, 500 km öster om huvudstaden Mexico City. Las Lagunas ligger 93 meter över havet och antalet invånare är 405.
Terrängen runt Las Lagunas är platt. Runt Las Lagunas är det ganska tätbefolkat, med 93 invånare per kvadratkilometer. Närmaste större samhälle är Acayucan, 18,2 km öster om Las Lagunas. Omgivningarna runt Las Lagunas är en mosaik av jordbruksmark och naturlig växtlighet.